# (315) Constantia
(315) Constantia ist ein Asteroid des inneren Hauptgürtels, der am 4. September 1891 vom österreichischen Astronomen Johann Palisa an der Universitätssternwarte Wien entdeckt wurde.
Der Asteroid ist benannt mit dem lateinischen Begriff für Beständigkeit und Ausdauer. Der französische Astronom Michel-Alain Combes (* 1942) sagte dazu: „… qualité jugée essentielle pour faire un bon astronome par Camille Flammarion qui proposa le nom. (… eine Eigenschaft, die Camille Flammarion, der den Namen vorschlug, als wesentlich für einen guten Astronomen erachtete.)“

## Wissenschaftliche Auswertung
Eine Auswertung von Beobachtungen durch das Projekt NEOWISE im nahen Infrarot führte 2011 für (315) Constantia zu vorläufigen Werten für den Durchmesser und die Albedo im sichtbaren Bereich von 6,8 km bzw. 0,20. Nachdem die Werte nach neuen Messungen mit NEOWISE 2012 auf 9,2 km bzw. 0,21 geändert worden waren, wurden sie 2014 auf 6,5 km bzw. 0,22 korrigiert. Nach der Reaktivierung von NEOWISE im Jahr 2013 und Registrierung neuer Daten wurden die Werte 2016 angegeben mit 8,3 km bzw. 0,21, diese Angaben beinhalten aber hohe Unsicherheiten.
Photometrische Messungen des Asteroiden fanden statt am 2. und 3. Juli 2008 am Kingsgrove Observatory in Australien. Aus der aufgezeichneten Lichtkurve wurde eine Rotationsperiode von 5,345 h bestimmt.
Ein Forschungsprojekt von 2014 suchte in archivierten Daten des Minor Planet Center nach Asteroiden mit möglicher kometarischer Aktivität, so wie sie beim Hauptgürtel-Kometen 133P/(7968) Elst-Pizarro festgestellt worden war. (315) Constantia war einer der identifizierten Kandidaten, da sie langfristige Helligkeitsschwankungen bis zu 1 mag zeigte. Es konnte jedoch keine Korrelation zwischen der heliozentrischen Distanz des Objekts und seinen Helligkeitsabweichungen festgestellt werden, auch zusätzliche Beobachtungen vom 12. bis 14. Januar 2013 am Observatorium von San Pedro de Atacama zeigten keine kometarischen Besonderheiten.
Die Auswertung von 3 vorliegenden Lichtkurven und weiteren Daten des United States Naval Observatory (USNO) in Arizona und der Catalina Sky Survey führte dann in einer Untersuchung von 2016 erstmals zur Erstellung eines dreidimensionalen Gestaltmodells des Asteroiden für zwei alternative Positionen der Rotationsachse mit prograder Rotation und einer Periode von 5,34750 h.
Aus archivierten Daten des Asteroid Terrestrial-impact Last Alert System (ATLAS) aus dem Zeitraum 2015 bis 2018 konnte in einer Untersuchung von 2022 mit der Methode der konvexen Inversion eine Rotationsperiode von 5,3475 h bestimmt werden.